# 大頭異唇鱨
大頭異唇鱨，為輻鰭魚綱鯰形目倒立鯰科的其中一種，於1906年由乔治·亚伯特·布兰洁命名及描述，該物種分布於非洲剛果河流域，體長可達7.5公分。